# Riederalp
Riederalp (toponimo tedesco) è un comune svizzero di 488 abitanti del Canton Vallese, nel distretto di Raron Orientale.

## Storia
Il comune di Riederalp è stato istituito il 1º novembre 2003 con la fusione dei comuni soppressi di Goppisberg, Greich e Ried-Mörel; capoluogo comunale è Ried-Mörel.

## Monumenti e luoghi d'interesse

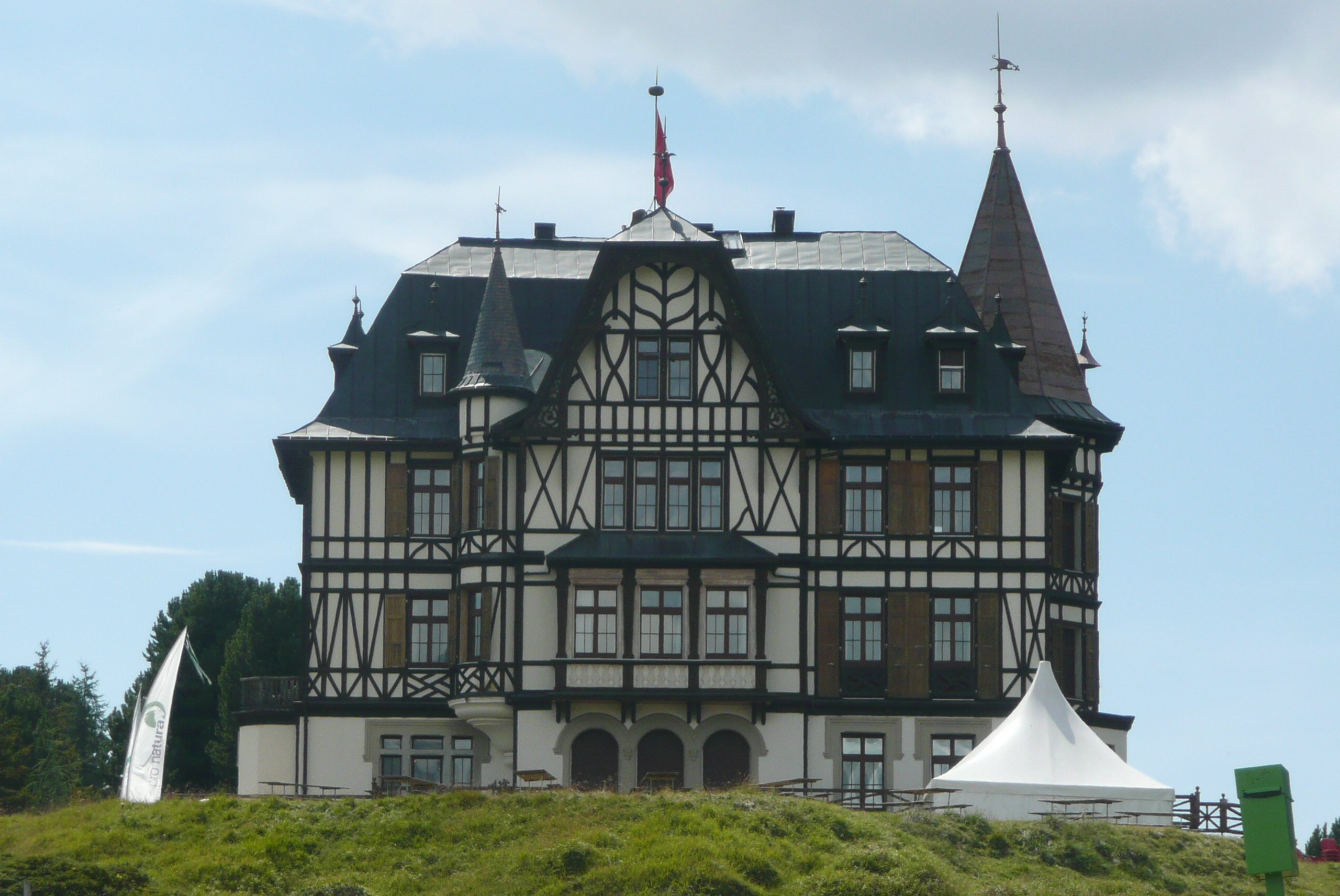
Villa Cassel

- Villa Cassel, eretta nel 1900-1901[1];
- Diga di Gebidem.

## Società

### Evoluzione demografica
L'evoluzione demografica è riportata nella seguente tabella:
Abitanti censiti

## Economia
Riederalp è una stazione sciistica sviluppatasi a partire dagli anni 1950.